# Svenska simförbundet
Svenska Simförbundet är ett specialidrottsförbund för simsport i Sverige, bildat 23 mars 1904 och invalt i Riksidrottsförbundet samma år. Förbundets kansli ligger i Hammarby sjöstad. Hemmaarena för Simförbundet är Eriksdalsbadet. Svenska Simförbundet är även med och arrangerar simtävlingen Bästa Fyran.

## Lista över Svenska Simförbundets ordförande
| 2003–2014: | Sven von Holst       |
| 2014–2019: | Ulla Gustavsson      |
| 2019–2020: | Stefan Persson (tf.) |
| 2020–:     | Pia Zätterström      |